# すき焼き
すき焼き（鋤焼・銚焼、すきやき）は関東風、関西風、鶏すき焼きに分けられ、食肉や他の食材を浅い鉄鍋で焼いたり煮たりして調理する日本の料理である。調味料は醤油・砂糖・酒・みりんなど、またそれらをあらかじめ合わせた割下が使用される。

## 概要
一般的なすき焼きには薄切りにした牛肉が用いられ、ネギ・ハクサイ・シュンギク・シイタケ・焼き豆腐・コンニャク・シラタキ・麩などの具材（ザクと呼ぶ）が添えられる。溶いた生の鶏卵をからめて食べることが多い。砂糖と醤油を用いた甘辛い味付けの料理の総称として「すき焼き風」という呼称も用いられ、牛丼チェーン店などにおいては「牛すき鍋」あるいは「牛鍋」という名を使用した類似料理を提供している。
また、鳥すき（鶏すき）・豚すき・魚すき・蟹すき・うどんすきなど、牛肉以外の材料を使用したものについては「～すき」と呼ぶこともあるが、調理法や味付けはそれぞれ異なっている。現在、東京の老舗店では関東大震災後より熱した鍋に牛脂を入れて溶かし、牛肉を炒めてから残りの具材と調味料を入れて煮込む、関西と同様の調理法が主流となっている。
江戸時代中期、関西には元々農具の鋤（すき）を鉄板代わりにして貝や魚を焼く「魚すき」「沖すき」と呼ばれる料理が存在していた。その鋤で牛肉を焼いたものを「鋤焼（すきやき）」と呼ぶようになったのが語源とされる。

## 歴史

### 杉やき・鋤焼
日本では幕末になるまで、牛肉を食べることは一般には行われていなかったが、別に「すきやき」と称された料理は存在していた。古くは江戸時代前期の1643年（寛永20年）に刊行された料理書『料理物語』に「杉やき」が登場しており、これは鯛などの魚介類と野菜を杉材の箱に入れて味噌煮（砂糖は使用しなかった）にする料理である。さらに1801年（享和元年）の料理書『料理早指南』では、「鋤やき」は「鋤のうへに右の鳥類をやく也、いろかはるほどにてしょくしてよし」と記述されている。また、1804年（文化元年）の『料理談合集』や1829年（文政12年）の『鯨肉調味方』にも具体的な記述が見られ、使い古した鋤を火にかざして鴨などの鶏肉や鯨肉、魚類などを加熱する一種の焼き料理であった。他にも、すき身の肉を使うことから「すき焼き」と呼ばれるようになったという説もある。この魚介類の味噌煮の「杉やき」と、鳥類・魚類の焼肉という「鋤やき」という2種類の料理が、「すき焼き」の起源として挙げられている。
1719年（享保4年）の第9回朝鮮通信使で製述官であった申維翰は、著書『海游録』の付篇「日本聞見雑録」において、日本料理では「杉煮（すき焼き）をもって美食となす」と言及している。その記載によれば魚肉と蔬菜など様々な食材を酒と醤で煮た料理ということで、朝鮮における「雑湯（チャプタン）のようなもの」と表現した。名前の由来としては、何人かが杉の木の下で雨宿りした際に、杉の木で焚いた火の上で、各人の手持ちの食材をまとめて器で煮たものが美味だったことから名付けられたとしている。杉は日本語で「スキ」と発音し、煮ることの訛言が「ヤキ」というためスキヤキの俗称があるとし、この場合漢字では「勝技冶岐」と記した。

### 牛鍋・すき焼き

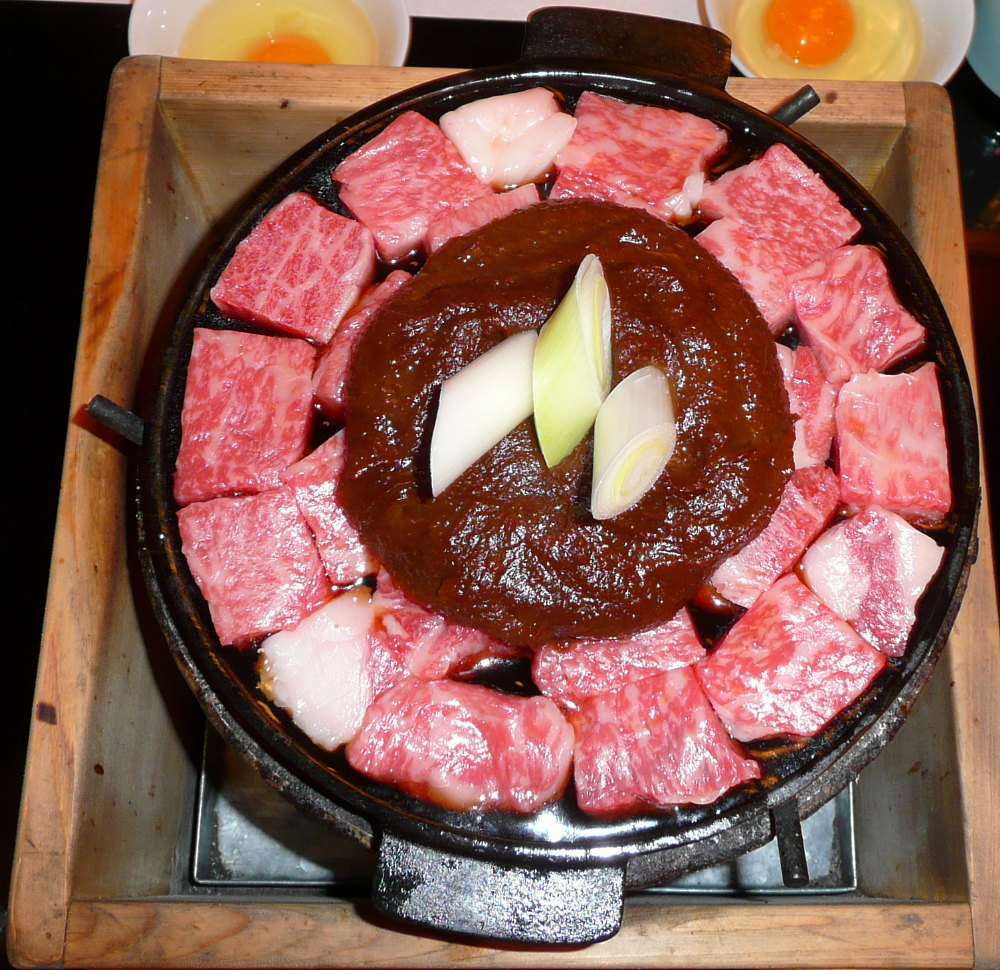
ぶつ切り牛肉を使用した味噌仕立ての牛鍋

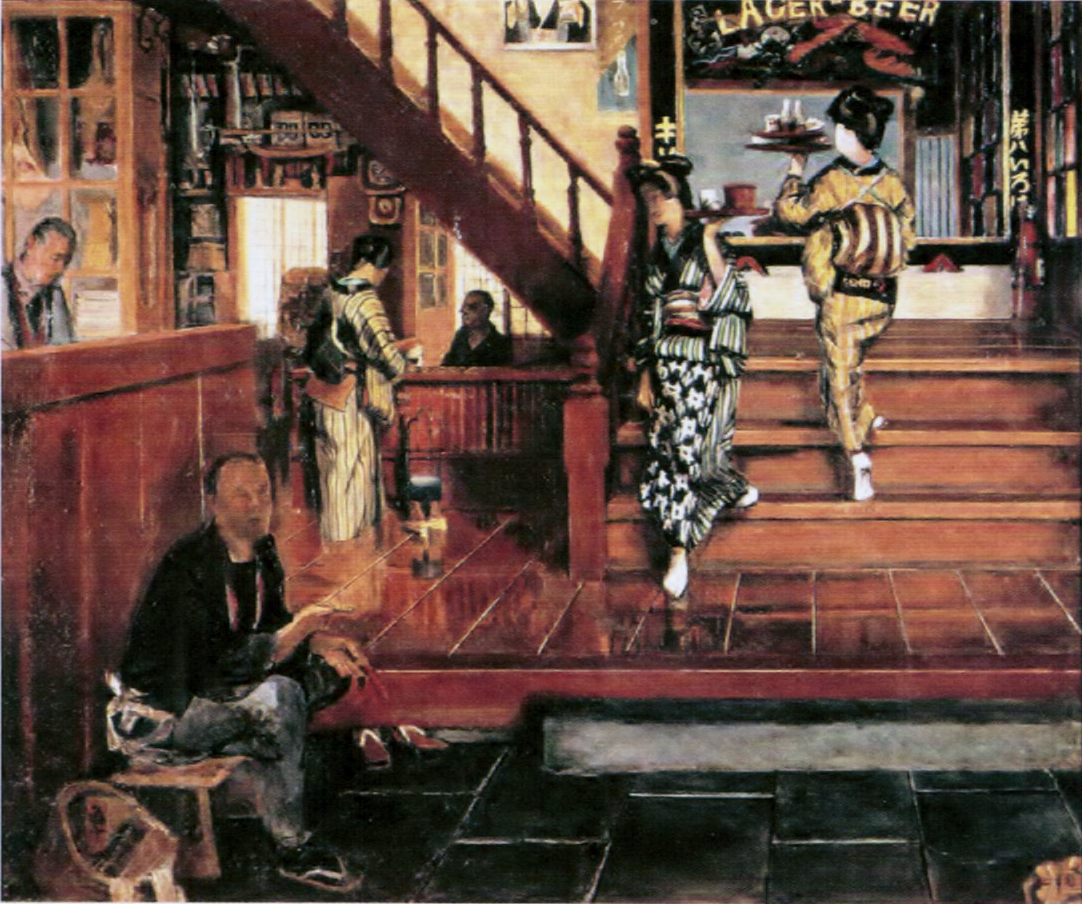
東京の牛鍋店「いろは牛肉店」の入口。木村荘平の「いろは」のほか、岩谷松平、竹中久次らが牛鍋屋を開き鎬を削った

牛肉のすき焼きを早い時期に食べた資料が今も残っている。1854年（嘉永7年）正月5日に長崎にて箕作阮甫が牛肉を松前の犁ですき焼きにして食べたという『西征紀行』の記録がある。また、長崎では牛、豚、鶏が既に食べられていたと記述があり、鋤焼屋が1854年（安政元年）までは差迄繁盛しなかったが、1858年から1859年（安政5年-6年）頃からぼちぼち開店する者が増したとある。
福沢諭吉は『福翁自伝』の中で適塾塾頭だった1857年（安政4年）頃、大阪に牛鍋（うしなべ）を食べられる牛肉屋が二軒あったと回想している
。
幕末の1859年（安政6年）に横浜が開港された後、外国人居留地に暮らす日本国外の人々から肉食文化が伝わってきた。当初、横浜港付近の農家から牛を購入しようと試みたが、もともと肉食文化のない地元農民たちは「食用」として牛を売ることを拒んだため、中国大陸や朝鮮半島あるいはアメリカ合衆国から食用牛を仕入れていた。しかし居留地人口の増加に伴い牛肉の需要が増加し、輸入牛だけでは賄いきれなくなった。やがて近畿地方や中国地方が和牛の産地であるのを知り、これらの土地の家畜商に依頼して神戸を経由して横浜へ食用牛を輸送させて供給を満たした。このような背景の元、江戸幕府は1864年（元治元年）、居留地に指定されていた横浜の海岸通に屠牛場の開設を認めた。
屠場開設から2年遡った1862年（文久2年）に横浜入船町で居酒屋を営んでいた「伊勢熊（いせくま）」が1軒の店を2つに仕切り、片側を牛鍋屋として開業したのが最初の事例とされる。同じ1862年には、横浜で生糸業を営んでいた久保田松之助が料理屋を開業、そこで牛鍋を提供していたという事例もある。幕末期、開港場の横浜では牛肉の煮売り屋台があった。
1867年（慶応2年-3年）、江戸の芝で珍しい牛肉屋を開いていた、中川屋嘉兵衛の「中川」も牛鍋屋を開業した。
1868年（明治元年）、高橋音吉が「太田なわのれん」を創業し、浅い鉄鍋を使いぶつ切りの牛肉を味噌だれで煮る牛鍋を提供した。同年、横浜に続いて東京の芝にも外国人向け屠牛場ができると、牛鍋屋の流行は飛び火し、それ以降の牛食は文明開化の象徴となった。関西地方でも、1869年（明治2年）に神戸元町に牛肉店「月下亭」が開店している。
1870年（明治3年）、福澤諭吉は築地の牛馬会社の求めに応じて書いた牛肉や牛乳の摂取を勧める宣伝文『肉食之説』で
と表現していた。
1871年（明治4年）に仮名垣魯文はこうした状況を『安愚楽鍋』で「士農工商老若男女賢愚貧福おしなべて、牛鍋食わねば開化不進奴（ひらけぬやつ）」と表現していた。『安愚楽鍋』には東京の牛肉店の様子が書かれており、多種多様な牛鍋が表現されていて、その中にすき焼きもある。松尾は1854年（嘉永7年） に箕作玩甫が長崎で農具のスキでスキ焼きを食べてから，1871年（明治4年）の安愚楽鍋での鉄製の厚手の縁のある浅いスキ焼き鍋に変わり，現在のスキ焼きに 20年足らずで統一(定型化)された可能性があると書いている。
坂井は明治の初めの牛鍋というのは牛肉を使った鍋料理全般を指し、肉と葱を使うというところまでは共通理解であったが、他は客が決めていたのであると書いていて、一方、すきやきはというと、当初、牛肉を使った鍋料理のうち焼肉に近い食べ方をする鍋を指したようで、これも牛鍋に含まれていたと書いている。試行錯誤が行われるうち明治7年には醤油味の鍋が主体になってきたようで、明治10年には「鍋で飯だ」というだけで鍋が出てくるようになったと書いている。
東京における牛鍋屋は1875年（明治8年）には70軒になり、1877年（明治10年）には550軒になった。
大阪では古くから大阪名物としてすき焼きと呼ばれる海魚のすき焼きがあり、これは、だしに醤油と砂糖を入れたもので鱧や鯛の造り身を煮るすき焼きであった。一律のだしでは客が喜ばないので、客が自由に自分の口に合うように煮るために醤油や砂糖は別の器物に入れていた。牛肉のすき焼きが出現すると海魚のすき焼きは冲すきというようになった。牛肉のすき焼きが盛んになるのは日清戦争後の明治30年ごろ以後である。また幕末ごろから鶏肉のすき焼き屋が流行りだしたが、大正末期に博多式の水だきが移入され、その後鶏肉のすき焼きは姿をけしてしまった。
東京の浅草に1880年（明治13年）開業した「ちんや」は明治後半に東京で関西風すき焼きが広まったために、1903年（明治36年）に「牛鍋屋」から「すき焼き専門店」に変えたと言っている 。
すき焼きは関東大震災をきっかけとして関東地方にも伝わり、牛鍋の言い換え語としてのほか、牛鍋に倣って割下を使用する鍋料理へと変化していったという説もある。
大河内正敏は、江戸式の牛鍋は、鍋に肉を重ならないように敷いて、肉の上にはたれが上らない程度に入れて、好みによってねぎをそろりと肉の上に載せるだけで待つ料理法で、御狩場焼に近いと言っている。また、上方のすき焼は初めから野菜を鍋の中で脂肪で一度炒めてから煮る。砂糖、醤油、薄い出汁をたくさん入れる。魚すきのような煮鍋だったと言っている。
古川ロッパは、東京の牛鍋は、割下で牛肉を鍋で煮るもので、野菜はネギのみ、あとはしらたきがつくぐらいのもので、豆腐などは入れなく、食べる際に生卵を使わなかったと書いている。また、大正時代に関西(京都、大阪、神戸)で食べたすき焼きは、ザラメと味噌の煮汁にたくさんのザク、青菜、湯葉、麩などを入れ、そこへ薄切り牛肉を煮込んだものだったと書いている。関東大震災後ぐらいに、東京にも関西風すき焼きが進出し、そのうち東京の牛鍋屋もすき焼きの名称を使うようになったが、大半は関西風ではなく割下を使ったものだった。また関西風すき焼きと東京風牛鍋のアイノコ流が流行ったと書いている。
大谷光瑞は、本当のすき焼きとは（1）扁平な鍋を使い、（2）油脂以外は鉄板の上に液汁を加えず、（3）牛肉が炙熟したら椀のなかの調味に浸して食う（4）肉がなくなってから蔬菜を入れて、牛肉の液汁と油脂で煎り、肉と蔬菜は共存させないと書いており、現代におけるオイル焼き、鉄板焼肉に近い料理のことを指していることがわかる。

## 調理法

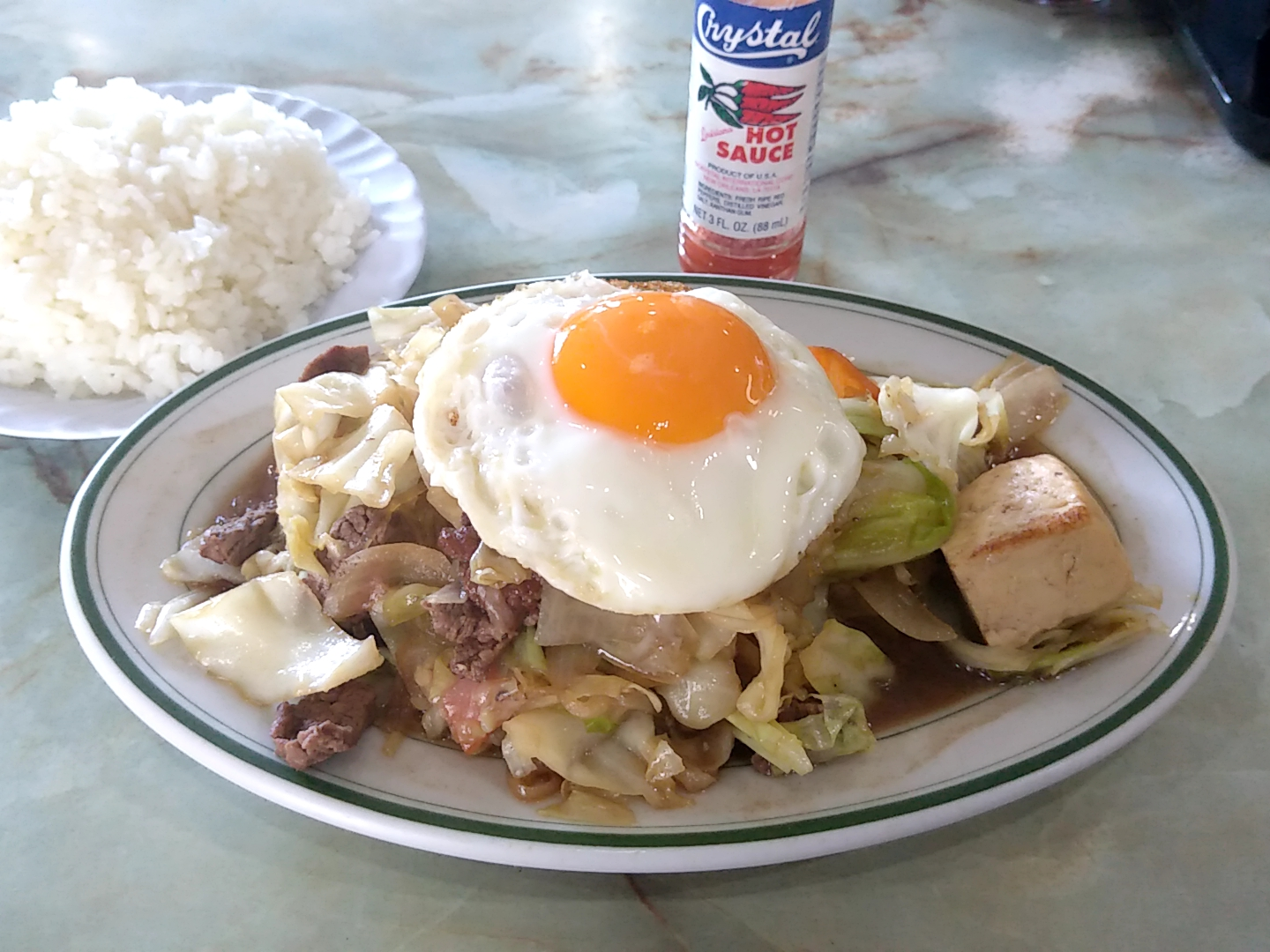
沖縄県のすき焼き

すき焼きは、日本国内各地方でその調理法に違いが見られる。使用する野菜も、地方や家庭によってはモヤシを入れたりジャガイモを入れたりと様々である。
現代では基本的に煮るすき焼きである。東京・横浜、京都、大阪・神戸で共通することは、まず最初に火にかけたすき焼き鍋に牛脂を引いて、牛肉の一部を焼くなり煮焼きするなりし、味をつけ食べる。その後に野菜や豆腐などの具材を加えて牛肉と一緒に煮込んでいくということ。違いは、味付けを東京・横浜は割下を用い、京都では砂糖(主にザラメ)と割下を用い、大阪・神戸では砂糖、醤油、出汁を用いる点と細かい具材の違いである。
牛肉以外では焼くすき焼きが残っている。合鴨のすき焼きを出す明治5年創業の東京日本橋の鳥安などである。最初から最後まで焼くので鉄鍋には醤油や出汁、割下などの水分を入れず、焼いた肉や野菜をつけダレのおろし醤油で食べる。
北海道、東北地方、北関東、新潟県などでは、牛肉ではなく豚肉を使う地域があり、牛肉を使ったすき焼きを「牛すき焼き」と呼んで区別する店や地域がある。
滋賀県や愛知県などでは鶏肉を使用するスタイルもある。愛知県の尾張地方では鶏肉で作るすき焼きを「ひきずり」として区別することがあるが、牛肉などを含めたすき焼き全般を「ひきずり」と呼ぶ場合もある。また岐阜県西濃地区・愛知県北尾張では角麸を入れる。
滋賀県の琵琶湖沿岸（とりわけ漁港のある周辺エリア）ではすき焼き風の味付けの鍋料理を「じゅんじゅん」と称し（具の煮える音に由来）、牛肉や鶏肉のほか、ウナギ、イサザ、ナマズ、コイなどの湖魚や川魚を使うこともある。また大阪府では、魚介類を使った「魚すき」または「沖すき」が郷土料理として親しまれている。紀伊半島には、じふ鍋の具をイルカ肉や鯨肉としたイルカのすき焼きがあるほか、高知県や佐賀県でも鯨肉を使用する鯨のすき焼きは一般的である。島根県には「へか」という魚介（猪肉を使うケースも）のすき焼き風料理が存在する。「へか」とは、元は農機具の犂（すき）の先の金属部分のことである。
気候や歴史的な経緯により鍋料理の文化が存在しない沖縄県では、すき焼きは「フライパンで作った煮付けの盛り付け」、あるいは「甘醤油味の肉と野菜の炒め」として認識されている。使用する野菜もキャベツやレタス、青菜やニンジンなど自由度がはかなり高く、大衆食堂の定番メニューとして生卵や目玉焼きを中央に載せて提供される。またしらたきではなくはるさめが用いられる例が多く、食べる際に牛脂やバターではなく、マーガリンを加えたり、沖縄本島中部ではタバスコに代表されるホットソースをかけて食べる習慣もある。

### 溶き卵

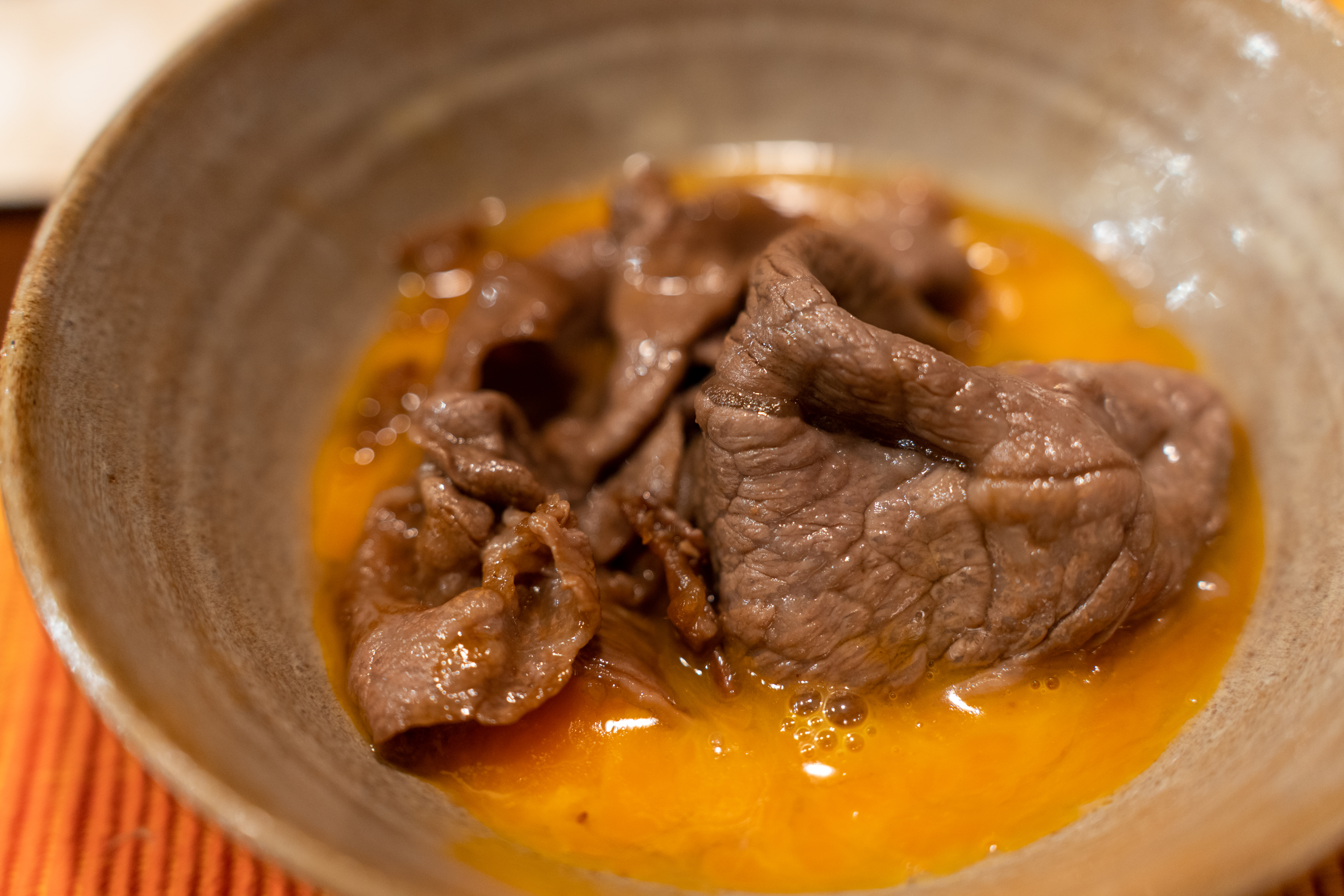
溶き卵と牛肉

すき焼きの具を、生の鶏卵をかき混ぜた溶き卵につけて食べるようになった由来は、熱さを冷ますことや、濃い味付けを緩和するなど諸説あり、定かではない。初期の味噌味の牛鍋に生卵は使用されなかったことから関西のすき焼きから広まった風習ではないかという主張もあるが、鍋料理に生卵を用いるのは江戸時代以前から存在する軍鶏鍋などでも行われた食べ方であり、それが応用されたという見方が有力である。
篠田鉱造の『明治百話』には、明治20年頃の商店における番頭の思い出話として、四谷の牛肉店「三河屋」へ上がり込んで「姉やん、鍋に御酒だ。それからせいぶんを持って来てくンな」と言ったところ、その「せいぶん」が何か通じず、女将が出てきて「何でございます、せいぶんと仰いましたのは」と問われ、「ナニサ、玉子（ぎょく）のことだよ、せいぶんをつけるからさ、この山の手では流行らねえ言葉かい」と言った、という記述がある。ここで言うせいぶんとは精分（精力・体力）の意と思われ、食べ方は不明だが、当時の東京では既に牛鍋に鶏卵が用いられていたことが判る。

### しらたき
「しらたきの近くに肉を置くと、しらたきに含まれる凝固剤（水酸化カルシウムなど）のアルカリ性によって肉が硬くなる」と俗に言われる。これについて、日本こんにゃく協会は調査の結果「しらたきの有無による肉の硬さへの影響はみられない」「割下のpH値もほとんど変化しない」と発表している。なお、市販の袋詰めしらたきには凝固剤溶液が入っている場合があり、協会では水洗いを勧めている。

### その他
- すき焼きに用いられる鍋は「すき焼き鍋」と呼ばれ、肉を広げて焼きやすいように底面は平らになっている。また、南部鉄器などの鋳鉄製の鍋は厚手で火の回りが安定していることから、すき焼きに適しているとされる[31]。
- 牛丼は牛鍋の中身を丼にしたのが始まりといわれている。
- 牛丼店では、すき焼きを模した一人前の小鍋を「牛すき鍋」などの名称で提供することがある[32][33]。
- 群馬県は「すき焼き県」を自称したプロジェクトを展開している。牛肉、コンニャク、野菜など具材全てを生産していることを理由に挙げている[34]。2014年には、食材が群馬で全てそろうとして「すき焼き応援県」を宣言し、「いいにく」の語呂合わせで11月29日を「ぐんま・すき焼きの日」と定めた。しかし、グルメジャーナリストの東龍は「歴史がない」「食材があっても料理とは関係がない」などの理由で「食文化の伝え方として正しいとは思えない」と懐疑的な意見を示している[35]。もっとも、こうした取り組みの多くは、これから歴史を作ることを目的にしている。

## 海外のすき焼き

### 台湾
台湾のすき焼きは「壽喜燒（スオシースアオ）」と書きされ、独自の進化を遂げたものである。「壽喜燒」の文字は「寿喜焼」の繁体字であり、日本語の「すき焼き」の漢訳でもある。「長寿したいなら、喜びの気持ちを込めて料理を焼く」の意味も加え込み、縁起のいい料理として広まっていた。すき焼きは日本の台湾総督府が統治していた大正時代の頃に台湾へ伝わり、その味が台湾人の口に合ったことから、10年ほどで台湾全土に普及した。以下は台湾のすき焼きの特徴を挙げる：
- 一つの大鍋を皆で突く日本式とは異なり、各々一人用の小鍋で調理し食する。
- 醬油ベースに沖縄の黒砂糖・しいたけ・レモンジュース・パイナップルなど南国風な具材を加え、味に深みをつける。
- 店舗では基本的にバイキング料理の形式で提供し、セットやコースなどの形をとらない。
- 台湾・日本・韓国・中国・アメリカ・オーストラリアなど各国の牛肉・豚肉・鶏肉・羊肉を自由に選ぶことができる。
- 食材の70%が肉、残りの30%は野菜と海産物である。
- 肉以外、エビ・カニの脚・台湾豆腐・うどん・春雨・肉団子・イカ団子・キャベツ・白菜・ブロッコリー・コーン・エノキタケ・しめじ・えりんぎ・黄色のピーマン・ナス等多彩な食材を共に煮込む。足りない場合には、客自身が食材コーナーへ取りに行く。
- 調味料は台湾式醤油・日本式醤油・中華式醤油・コチュジャン・マヨネーズ・ケチャップ・チリソース・タバスコ・豆板醤・甜麺醤など選択広い種別がある。客は以上の調味料を自由に組み合わせて、一つの小皿に混ぜる。調味料を融合しやすいため、少しのすき焼きの出汁を小皿に入れて混ぜても構わない。最後、焼いた食材をこの自己流の調味料をつけて食べると言う。
- お店では必ず飲み物とアイスクリームの食べ放題が提供される[要出典]。

### タイ
タイにも「スキヤキ」(日本ではタイスキと呼ばれる) という名称の料理がある。魚醤などを用いたタイ風のたれで食べるしゃぶしゃぶや水炊きに近い料理。特殊な鍋を使うことで、鍋の下の部分は通常のように茹で、上の部分は鉄板として肉や魚介類を焼くことが可能。

### アメリカ
アメリカ合衆国では日本料理の代表としてよく知られている。ハワイにはすき焼きから派生した「ヘッカ（チキン・ヘッカ）」という煮込み料理がある。これは日系移民が伝えて定着したもので、牛肉ではなく鶏肉を用いるのが一般的である。ちなみに島根県には「へか」という魚介（猪肉を使うケースも）のすき焼き風料理が存在する。「へか」とは、元は農機具の犂（すき）の先の金属部分のことである。

## 逸話
- 大谷光瑞は昭和6年刊の自著において[22]、すき焼きの最良は牛肉で、羊肉や豚肉は劣ると書いている。またすき焼きの真味を知らないゆえに、肉菜の混ぜ煮をすき焼きと呼んでると憂いている。そして、「肉と野菜を同時に煮れば、肉の食べ頃には野菜は生、野菜が煮える頃には肉は硬くなってしまう。肉野菜の混ぜ煮のごときは味のわからぬ貧乏人が聞きかじりで作った調理法であり、真に味を問う者のなすべき料理ではない」と非難している。仏弟子でありながら美食に舌鼓を打ち一般庶民を馬鹿にする、大谷家の貴族的体質を象徴する逸話と言える。
- 大河内正敏は昭和22年刊の自著において[20]、牛肉の真の味を出すのは、肉が鍋に焦げ付かない程度にたれがあって、焼くのが主で煮るのは従でなければ旨くないと書いている。上方のすき焼は、煮るのが主であるというよりも、焼くというところはなくて煮るばかりの料理で、上方の料理が大好きであるのにかかわらず、上方のすき焼だけは好きになれない。味覚の発達した洗練された上方の人たちに、どうしてすき焼の味だけがわからないのだろうといつも不審に思っていると書いている。
- 北大路魯山人は「砂糖の乱用が各々の持つこところの異なった味を破壊し、本質を滅茶苦茶にしている如き、それである。砂糖さえ入れればうまいとする今の料理は、極端に味覚の低下を示している」と書き、砂糖は一切使わず、みりんも晩年には使ったが当初は全く使わなかった。「まず食べたいだけの肉を焼き、それを絶妙のタイミングで食べ終えてから、食べたい分だけの野菜を入れ、少量のだしを注ぎ、味付けして煮る」という[36]。魯山人が東京の牛肉屋の割下は甘すぎるので酒と醤油を追加してから肉を焼くというメモが残っている。またメモには豆腐、ねぎ、こんにゃくなど、いっしょにゴッタ煮をすることを書生食いと書いている[37]。
- 中内㓛は戦時中、フィリピンで敵から手榴弾の攻撃を受け死を覚悟した。神戸の実家で家族6人揃ってすき焼きを食べている光景が走馬灯のように頭に浮かび、「もう一度腹いっぱいすき焼きを食べたい」と思い、意識を繋ぎ奇跡的に生還したという。そして戦後、「腹いっぱいすき焼きを食べられる世の中に」と米軍の施政下にあった沖縄で安価に牛肉を生産し、自身が設立したスーパーマーケット・ダイエーにおいて販売した[38]。
- 若いころの田中角栄と大平正芳は築地にあった「栄家」という店ですき焼きを食べたが、辛い味が好きな角栄は醬油を多量に入れ、甘い味が好きな大平は砂糖を多量に入れるため鍋の中は滅茶苦茶な状態になって、味も何も分からなくなってしまった。それからというもの、2人ですき焼き屋を訪れる時は角栄の鍋と、大平の鍋を別々に用意するようになった[39]。
- 映画監督の小津安二郎は、映画撮影後にスタッフや俳優に「カレーすき焼き」を振る舞った。おおむね好評だったが、『早春』に出演した池部良が「誰がカレー粉を入れた」と怒って以後は二度と振る舞われることはなかったという。このメニューは小津とゆかりの深い「茅ヶ崎館」で今も饗されている[40]。
- 明治大学政治経済学部教授で文学者のマーク・ピーターセンは、「イギリス人がおいしいものに鈍いせいか」と憶測を挟んだ上で、“sukiyaki” が初めて英語として現れたのは1921年のことであると説明している[41]。
- 1963年にアメリカ合衆国において坂本九の楽曲『上を向いて歩こう」が “Sukiyaki” という英語タイトルでリリースされた。楽曲の内容とは何ら関連はないが、レコード会社の社長の意向によって命名された。すき焼きは牛肉好きのアメリカ人に人気があり、当時のアメリカでは “Fujiyama”、“geisha” などと並んでポピュラーな日本語であったことによる。なお、1963年6月15日にはビルボードおよびキャッシュボックスの第1位にランキングされた。日本人の歌がアメリカでヒットチャートのNo.1になったのはこの曲だけである。
- フランスの記号論の哲学者ロラン・バルトは『表徴の帝国』で日本には中心が不在と語ったが、その中で「すき焼き」も「中心のない食べ物」と書いている。フランス料理だとアントレというメインがあり、時間的にも空間的にも中心にある。鍋料理は食材を自由に入れて好きな順番で食べることができるし、具材がなくなっても追加して時間を継続でき、終わりがない。
- 1948年の『主婦と生活』6月号に「林芙美子のトマトのすき焼き」が紹介されている。「6ミリくらいの輪切りにしたもぎたてトマトをバターかラードを溶かしたフライパンで焼き、煮えたところで牛肉を乗せ、火が通ったら醤油と甘味料を入れる」としており、戦後3年しか経っていない当時は配給制の砂糖は貴重品であり、ズルチンやサッカリンなどの人工甘味料を代用したと思われる。品種改良した現代のトマトと違い、当時のトマトは甘味を加えた方が美味だったものか「初夏には格べつおいしいものです」と載せている。
- 1954年の雑誌『婦人倶楽部』付録「家庭料理の作り方」で別所毅彦独自のすき焼きが紹介されている。大切りにした牛肉ロースとキャベツのざく切りをバターで炒め、砂糖のみで味付けする。大根おろし、卵黄、ポン酢をつけて食べる。醤油を使わず、バターの塩味とポン酢の醤油味だけで食べる鉄板焼きに近い料理であった。別所は「これなら僕は百匁から百五十匁（380～500グラム）はぺろりですよ。ポン酢は酢の方をぐっと利かせて、好みで七色唐辛子をふりかけてもいいんです。（中略）この別所家独特の料理が、試合で消耗した僕の体力を一ぺんに回復させてくれるんですよ」と語っている。
- 元プロ野球監督の根本陸夫は、西武管理部長時代、自宅に招いた選手に夫人特製のすき焼きを振る舞われていた[42]。割下に牛乳が入る独特の風味で[42]、工藤公康は「美味しくない」と敬遠して次に呼ばれた時にはステーキが振る舞われたが[42]、黒田正宏も食べたほか[43]、大久保博元は20回以上食べた[44]。